# جوزيف بلانكيت
جوزيف بلانكيت (بالإنجليزية: Joseph Plunkett) (و. 1887 – 1916 م) هو شاعر، وناشط إسبرانتو، وصحفي أيرلندي، ولد في دبلن، توفي عن عمر يناهز 29 عاماً، بسبب إعدام رميا بالرصاص.

## التعليم
تعلم في كلية ستونيهرست ‏.